# Meliponicultura

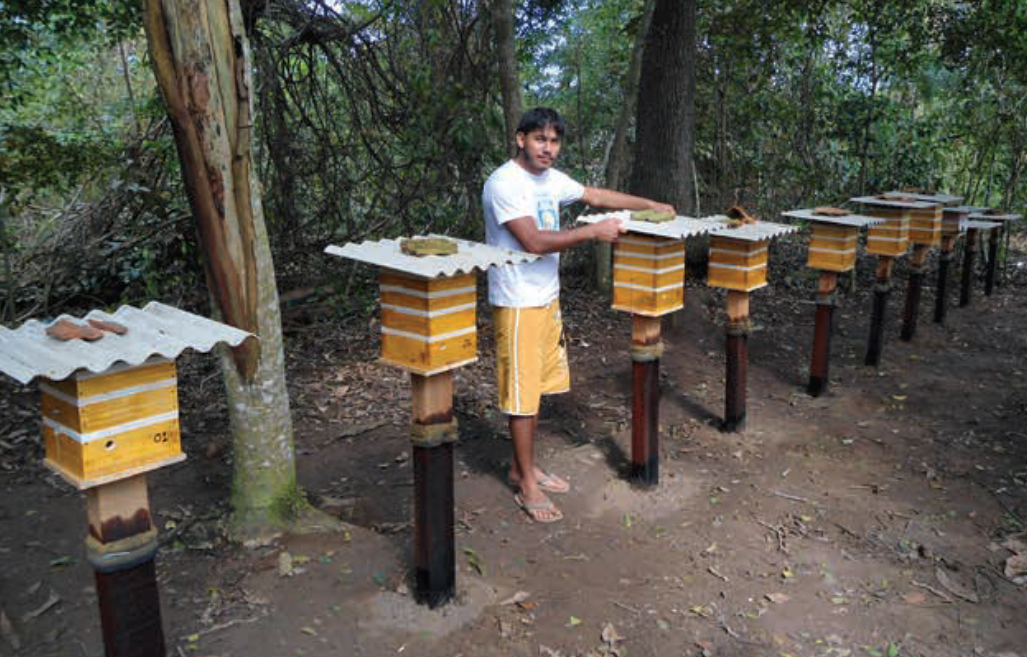
Meliponário com mourões individuais da aldeia Pau Brasil, na Terra Indígena Tupiniquim, Aracruz, ES.

Meliponicultura é a criação racional de abelhas sem ferrão (ASF), ou meliponíneos (tribo Meliponini), diferente da apicultura que se refere à criação de abelhas da espécie Apis mellifera (abelha européia, abelha africanizada; tribo Apini). Na meliponicultura, as colméias podem ser organizadas em meliponários, locais com condições adequadas de temperatura, orientação solar, umidade, oferta de alimento (flores e resinas).

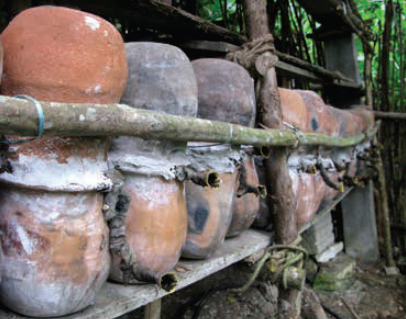
Sistema tradicional de meliponicultura asteca em caixas, ou ollas, de barro.

Os objetivos da meliponicultura estão na produção e comercialização de colméias (ou parte delas), mel, pólen, resinas, própolis, cera e outros substratos como atrativos e ninho-iscas; além do póprio serviço ecossistêmico de polinização, já que as abelhas são um dos principais agentes de polinização e a manutenção da biodiversidade. Além disso, a atividade pode não fornecer produtos vendáveis, mas simplesmente visar a proteção das espécies contra a extinção. Por fim, é possível também utilizar-se de colônias de ASF para educação infantil ambiental, já que se trata de insetos, em sua maioria, sem comportamento agressivo ou nocivo ao ser humano.

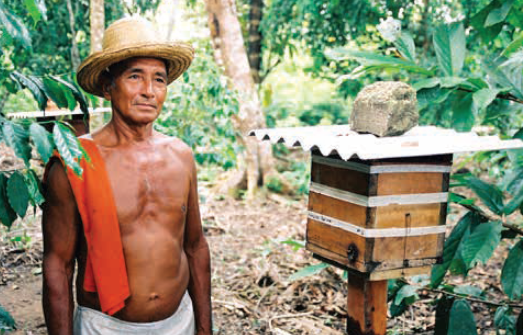
Meliponicultor de Boa Vista do Ramos, AM.

Os povos indígenas e comunidades tradicionais já manuseavam as abelhas sem ferrão e utilizavam o seu mel para diversos tratamentos de saúde (como a catarata), para alimentação e subsistência. A meliponicultura já era praticada há muito tempo pelos povos nativos da América Latina, em especial aqueles do Brasil e México.
Atualmente existe uma perspectiva direcionada à tecnificação e crescimento do conhecimento científico relacionado à criação e manejo das ASF, por se tratar de uma atividade que gera produtos de alto valor agregado e relacionados à preservação dos ambientes naturais.

## Atividade sustentável

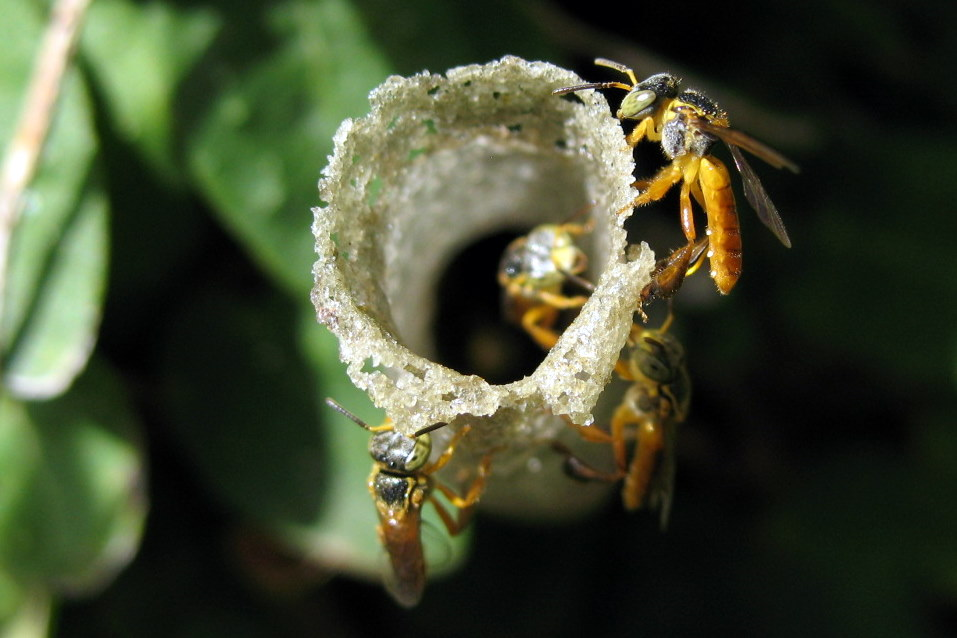
Entrada do ninho de Jataí amarela (Tetragonisca angustula)

No Brasil existem aproximadamente 56% espécies de abelhas-sem-ferrão das 462 que já foram descritas no mundo (alguns estudos apontam 552 espécies), muitas delas com características específicas e propícias para o desenvolvimento agroecológico sustentável, como a jataí-amarela (Tetragonisca angustula). Mesmo algumas espécies não possuindo valor agronômico zootécnico, a criação dessas colméias também se insere na meliponicultura, numa modalidade mais recreativa e conservacionista.
A meliponicultura apresenta importância econômica, ambiental e social dentro de diversos nichos e regiões onde ocorrem as abelhas, pois não necessitam de cuidados intensivos e nem investimento elevado na construção de um meliponário. A atividade, inclusive, pode ser desenvolvida por meliponicultores de todas as idades, como crianças e idosos. Além disso, as abelhas-sem-ferrão podem ser criadas em áreas residenciais, já que muitas espécies não apresentam riscos de acidentes.
O mel produzido por abelhas nativas, considerado mais saudável devido ao menor teor de açúcar, maior acidez e maior umidade em comparação com o mel de Apis, tornou-se altamente cobiçado, alcançando preços que variam de R$ 80 a R$ 300 por litro. A demanda por esse mel é impulsionada pela sua qualidade superior, atribuída às colmeias de abelhas nativas, que geralmente reúnem menos indivíduos e produzem quantidades inferiores em comparação com as colônias de abelhas africanizadas mais comuns. Enquanto estas últimas podem abrigar entre 60 mil a 120 mil insetos, as abelhas nativas brasileiras formam enxames de no máximo 5 mil indivíduos. Dessa forma, a produção mais limitada resulta em uma oferta exclusiva e valorizada, sendo que de uma única colmeia é possível obter quantidades que variam de 100 ml a três ou quatro litros de mel.

## Relação com povos originários
O conhecimento sobre essas abelhas e a meliponicultura nas Américas remonta a tempos ancestrais. Em diversos países latino-americanos, com exceção do Chile, há evidências da relação de povos originários com esses insetos, tanto por meio da exploração extrativista como por técnicas rudimentares de criação.
Na América Central, descendentes das civilizações maias e astecas mantêm uma relação significativa com as abelhas-sem-ferrão, indo além do uso alimentar. Algumas espécies desempenham papéis importantes na cosmologia e na medicina tradicional dessas culturas, sendo que as abelhas nativas foram domesticadas pelos povos pré-colombianos, com práticas tradicionais de criação ainda em uso.
No Brasil, ao contrário de relatos de criação tradicional em outros países, a prática era praticamente inexistente. Com exceção de práticas de semi-domesticação documentadas na aldeia Gorotire, onde os Kayapó realizavam a extração do mel sem prejudicar as abelhas, a exploração extrativista e predatória era comum. Antes da introdução da abelha A. mellifera e da expansão da produção de açúcar, o mel das abelhas nativas desempenhava um papel crucial como principal adoçante natural para os povos indígenas, fornecendo energia em suas jornadas de caça e busca por alimentos.

## Principais espécies brasileiras
Todas as espécies de meliponíneos são eussociais, ou seja, possuem uma estrutura de trabalho dividido por castas, onde as operárias (abelhas fêmeas) realizam a maioria das atividades de sustento do enxame, como construção e manutenção dos discos/cachos de cria, coleta e processamento de alimento, limpeza e proteção da colônia e cuidado com as crias. A rainha é responsável pela postura dos ovos. Os machos são responsável pela fecundação das princesas (rainhas virgens) e tarefas secundárias dentro da colônia.

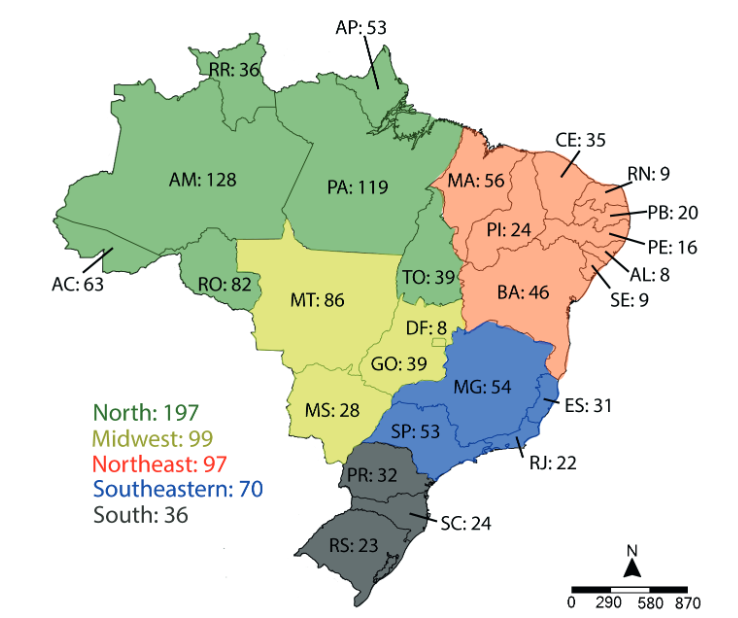
Número de espécies válidas de abelhas sem ferrão no Brasil. Recortes de estado e regiões. Estudo publicado em 2023.

No Brasil há aproximadamente 259 espécies de abelhas-sem-ferrão (sendo que estudos apontam de 462 a 550 no mundo). A maior parte dessa biodiversidade está alocada na região Norte, que abriga 197 espécies. A regiões Centro-Oeste e Nordeste possuem 99 e 97 espécies respectivamente. Nem todas as espécies se adaptam à criação racional pelos seres humanos. As espécies mais conhecidas e manejadas estão listadas abaixo.
| Nomes comuns                                           | Nomes científicos                                           |
| Scaptotrigonas                                         | Scaptotrigonas                                              |
| ------------------------------------------------------ | ----------------------------------------------------------- |
| Canudo                                                 | Scaptotrigona depilis                                       |
| Benjoi, benjoin                                        | Scaptotrigona polysticta                                    |
| Mandaguari-preta                                       | Scaptotrigona postica                                       |
| Mandaguari-amarela                                     | Scaptotrigona xanthotricha                                  |
| Meliponas                                              |                                                             |
| Guarupu, guaraipo                                      | Melipona bicolor                                            |
| Jandaíra                                               | Melipona subnitida                                          |
| Manduri                                                | Melipona marginata                                          |
| Manduri-preto, uruçu, uruçu-boi                        | Melipona fuliginosa                                         |
| Mandaçaia (2 espécies)                                 | Melipona quadrifasciata Melipona mandacaia                  |
| Mandaçaia-de-buraco, mandaçaia-da-terra, uruçu-do-chão | Melipona quinquefasciata                                    |
| Tiúba                                                  | Melipona compressipes                                       |
| Uruçu-nordestina, uruçu-verdadeira                     | Melipona scutellaris                                        |
| Uruçu-amarela (3 espécies)                             | Melipona flavolineata Melipona rufiventris Melipona mondury |
| Uruçu-boca-de-renda                                    | Melipona seminigra                                          |
| Uruçu-preta ou negra                                   | Melipona capixaba                                           |
| Plebeias                                               |                                                             |
| Mirim-droriana                                         | Plebeia droryana                                            |
| Mosquito                                               | Plebeia minima                                              |
| Mirim-guaçú                                            | Plebeia remota                                              |
| Frieseomelittas                                        |                                                             |
| Marmelada                                              | Frieseomelitta varia                                        |
| Mocinha-preta                                          | Frieseomelitta languida                                     |
| Outras                                                 |                                                             |
| Jataí-amarela                                          | Tetragonisca angustula                                      |
| Iraí                                                   | Nannotrigona testaceicornis                                 |
| Borá                                                   | Tetragona clavipes                                          |

### Espécies notáveis
Algumas outras espécies, apesar de não serem comumente criadas por meliponicultores, são bastante conhecidas e interagem de diversas formas com meliponários e ambientes agrícolas.
| Nomes comuns       | Nomes científicos   |
| ------------------ | ------------------- |
| Boca-de-sapo       | Partamona helleri   |
| Tataíra, caga-fogo | Oxytrigona tataira  |
| Sanharão           | Trigona truculenta  |
| Arapuá             | Trigona spinipes    |
| Limão, sete-portas | Lestrimelitta limao |

### Espécies brasileiras ameaçadas de extinção

Status de conservação das espécies da União Internacional para a Conservação da Natureza (IUCN).

De acordo com o ICMBio, em 2018 existiam quatro espécies de meliponíneos classificados com o status "ameaçado" (EN) no Brasil.
| Nome Comum     | Nomes científicos    | Ocorrência                 | Classificação |
| -------------- | -------------------- | -------------------------- | ------------- |
| Uruçu-amarela  | Melipona rufventris  | GO, MS, MG, SP             | EN            |
| Uruçu-amarela  | Melipona scutellaris | AL, BA, CE, PB, PE, RN, SE | EN            |
| Uruçu-capixaba | Melipona capixaba    | ES                         | EN            |
|                | Partamona littoralis | PB, RN                     | EN            |

## Captura de enxames

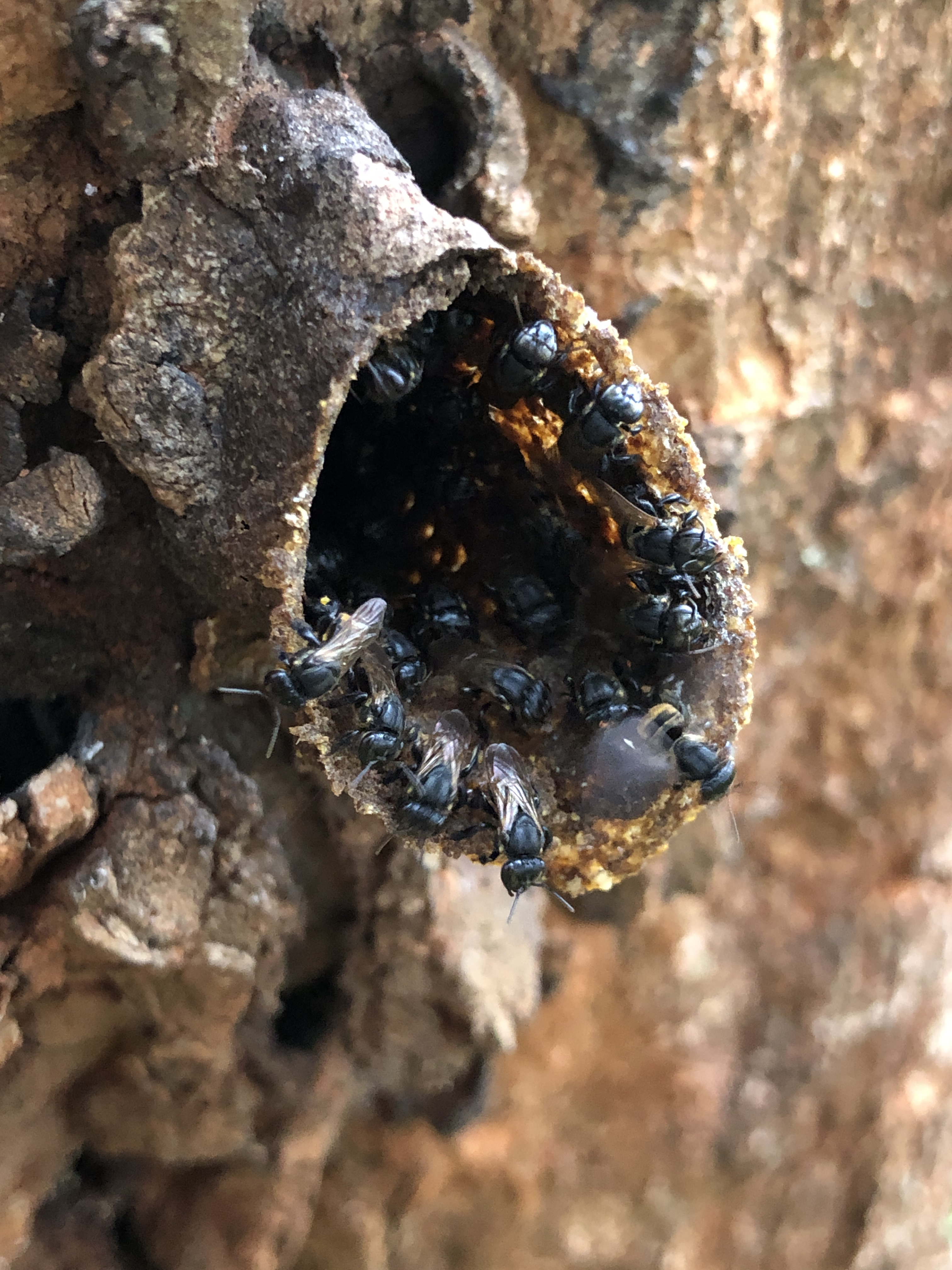
Entrada de ninho de mandaguari preta (S. postica) em árvore de Brasília, DF.

O Conselho Nacional do Meio Ambiente (CONAMA) publicou em 2004 uma resolução, destacando a importância das abelhas silvestres nativas para o ecossistema brasileiro. Essas abelhas, seus ninhos e criadouros são considerados bens comuns, conforme previsto na Constituição Federal. O documento reconhece a relevância econômica da meliponicultura local e regional, bem como a importância das abelhas na estabilidade dos ecossistemas e na sustentabilidade da agricultura. Além disso, destaca o comprometimento do Brasil com a conservação e uso sustentável de polinizadores, conforme acordado na Convenção sobre a Diversidade Biológica.

### Confecção de ninhos-isca
A Resolução nº 346/2004 permite capturas de enxames da natureza através de ninhos-isca ou de métodos não destrutivos ao meio ambiente. Isso significa que a extração e exploração de colméias naturais são proibidas, exceto em casos de empreendimentos licenciados que incorrem em desmatamento da área.

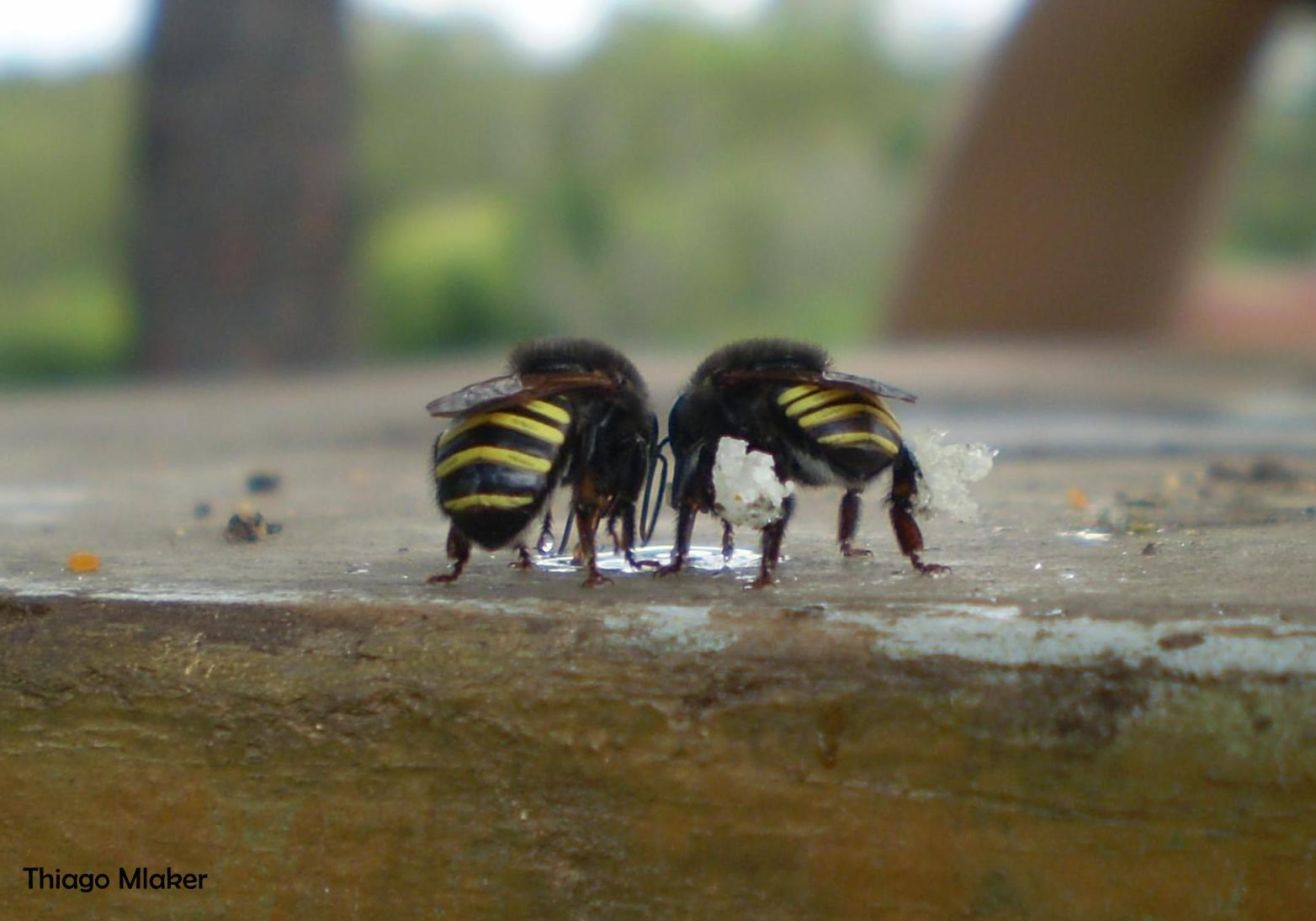
Mandaçaia (Melipona quadrifasciata) carregando pólen em suas corbículas.

Nogueira-Neto possui uma seção em seu livro Vida e Criação de Abelhas Indígenas sem Ferrão que trás informações sobre a remoção de ninhos naturais. Esse trecho deve ser interpretado, especialmente após a legislação do CONAMA, como tutorial para casos de resgates de colônias em árvores ou estruturas que serão suprimidas. A prática de remoção de ninhos naturais para criação racional sem motivo de perigo da colônia alvo não é permitida pela legislação brasileira.
Ninhos-isca são recipientes, caixas, colmeias ou objetos que possuem a finalidade de capturar uma colônia de abelhas que esteja naturalmente enxameando (processo de duplicação da colônia mãe, que resulta em uma colônia filha em um novo local disponível). Sugestões de materiais e tutoriais para confeccção desses dispositivos podem ser encontrados em livros, como no Manual Tecnológico de Aproveitamento Integral dos Produtos das Abelhas Nativas sem Ferrão ou em canais do YouTube especializados em meliponicultura.
A confeccção de ninhos-isca pode ser feita de diversas formas, mas no geral, os meliponicultures costumam empregar os seguintes materiais e técnicas:
| Objetivo              | Materiais utilizados                                           |
| --------------------- | -------------------------------------------------------------- |
| Espaço para colônia   | Garrafa PET, caixas de madeira, colmos de bambu, galões, etc   |
| Isolamento térmico    | Papelão, jornal, papel, tecido, etc                            |
| Isolamento luminoso   | Plástico preto, sacos de lixo, etc                             |
| Cheiro atrativo       | Líquido atrativo                                               |
| Orifício de entrada   | Buracos simples, "joelhos" de encanamento, tubos de bambu, etc |
| Fechamento e montagem | Tesouras, lacres, fitas adesivas, estiletes.                   |

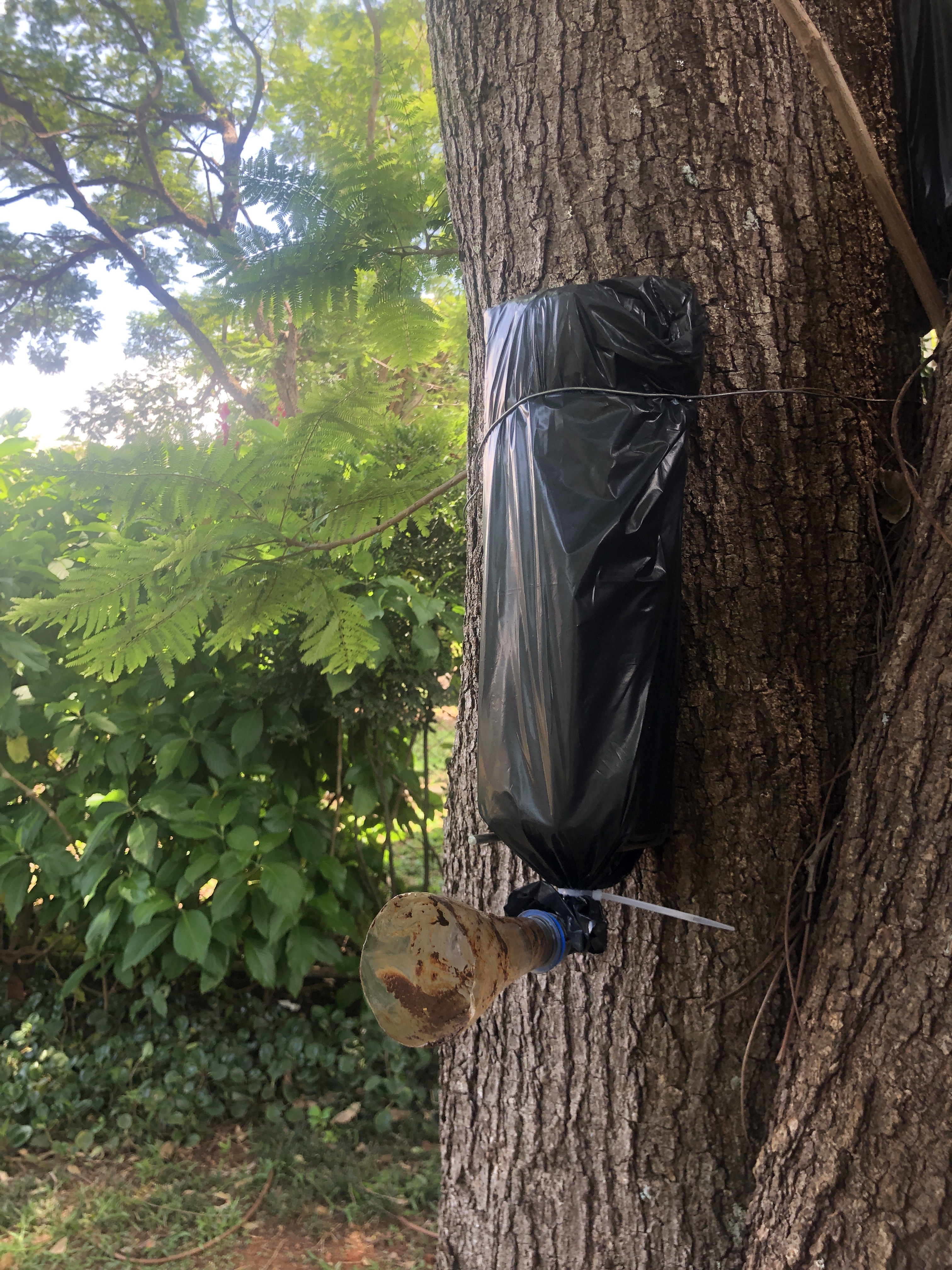
Ninho-isca com bocal de entrada (opcional) instalado em uma árvore.

Os ninhos-isca mais comuns são confeccionados com garrafas tipo pet de 1,5 a 5 litros embebidas internamente com líquido atrativo (própolis, resinas, geoprópolis e cerume diluídos em álcool) e envoltas com papelão ou jornal e lona plástica preta, imitando o interior oco de árvores. Para produzir o atrativo, geralmente o meliponicultor deixa o produto ser dissolvido durante algumas semanas, agitando-o diariamente.

### Locais de instalação
O ninho-isca deve ser instalado em locais de ocorrência das espécies de abelhas que se deseja capturar. É preferível que se coloque iscas no período de maior enxameação, que varia de acordo com a região. Locais comumente usados para instalação possuem bom sombreamento a partir das 10h da manhã e acessibilidade.

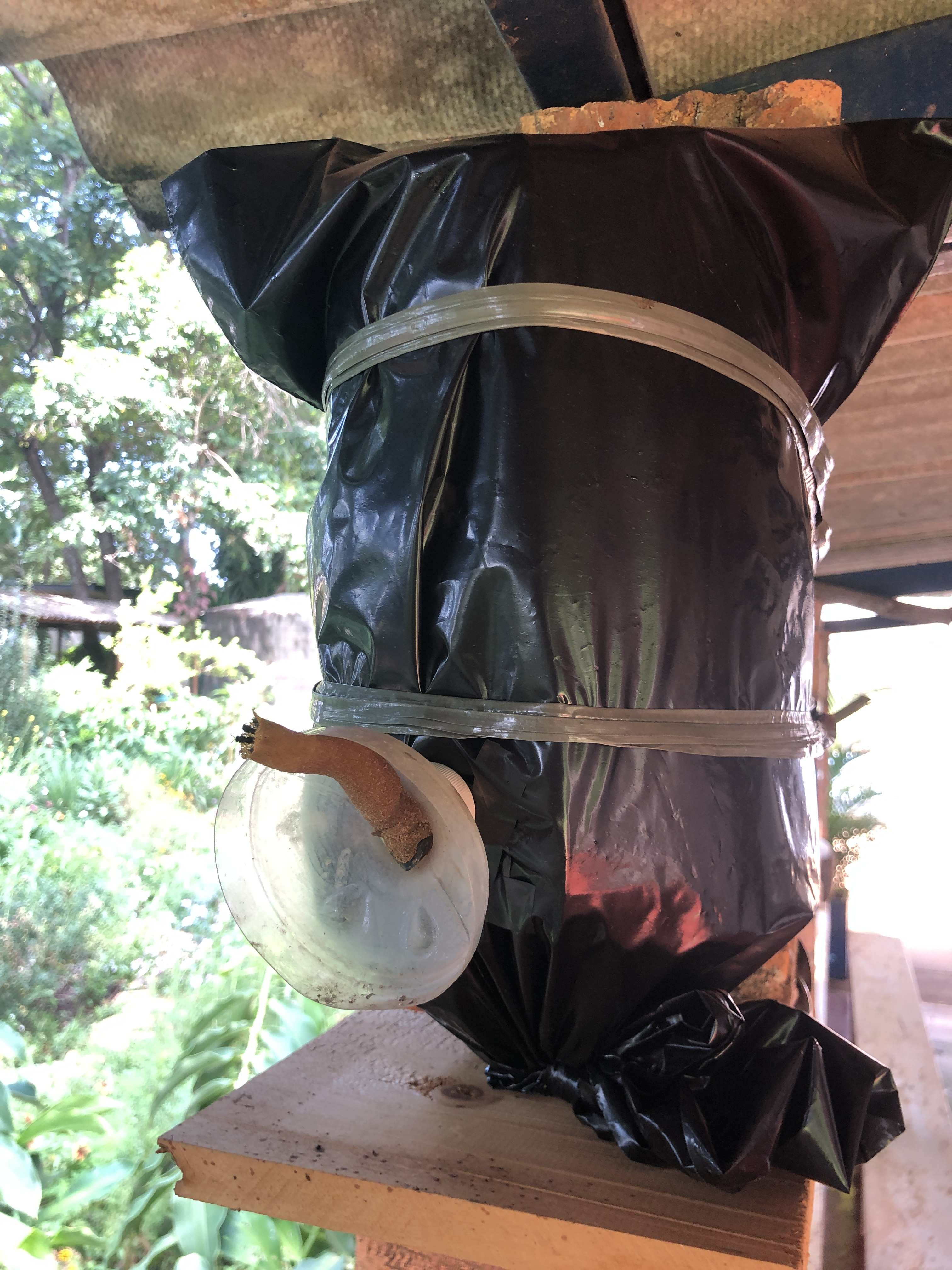
Ninho-isca com captura de iraí (N. testaceicornis).

A relação entre ninho-mãe e ninho-filho se encerra, geralmente, quando nascem as primeiras crias. Entre 30 e 90 dias após a instalação do enxame na isca, deve-se fazer o translado para o local definitivo/meliponário e assim deve-se realizar a transferência para uma caixa racional, que deve estar a mais de 300 metros do local de captura.
O transporte das abelhas deve ser feito à noite, momento em que as operárias não saem da colmeia para forragear; ou durante o dia com a entrada da colônia fechada previamente no período noturno.

## Multiplicação de enxames
A biologia de muitas espécies de meliponíneos permite a divisão de seus ninhos de forma a se multiplicar os enxames do meliponário. A melhor época para a divisão das colônias é o mesmo período de ocorrência de enxameação natural, ou seja, durante o aumento da oferta de alimento. Os métodos são variados e podem envolver um ou mais enxames fortes para criação de um segundo ou terceiro. Sempre é necessário tomar cuidados no manuseio dos discos/cachos de cria, da rainha, e dos potes de alimento, já que são bem frágeis. O procedimento deve ser realizado em dias de sol e sem ventos.
A multiplicação de enxames é uma das formas permitidas pelo CONAMA para obtenção de novos enxames de abelhas-sem-ferrão. Essas colônias podem inclusive serem comercializadas, compreendendo uma alternativa econômica na meliponicultura.
Nas abelhas do gênero Melipona, uma parte das operárias nascem como princesas (rainhas virgens), enquanto outras espécies de abelhas possuem o mecanismo de fazer posturas de células de cria maiores que dão origem a princesas ao invés de operárias comuns. Essas células são chamadas de realeiras, ou células reais.

### Método de doação de discos de cria
Este é um método bem difundido e utilizado na meliponicultura tradicional em várias regiões do Brasil. Nele, a "colônia-mãe" transfere de dois a quatro discos de "cria madura" (que apresenta uma coloração amarelada) para iniciar o povoamento de uma caixa nova, conhecida como "colônia-filha". A cria madura contém abelhas prestes a nascer, permitindo uma recuperação mais rápida das atividades das operárias na nova caixa.

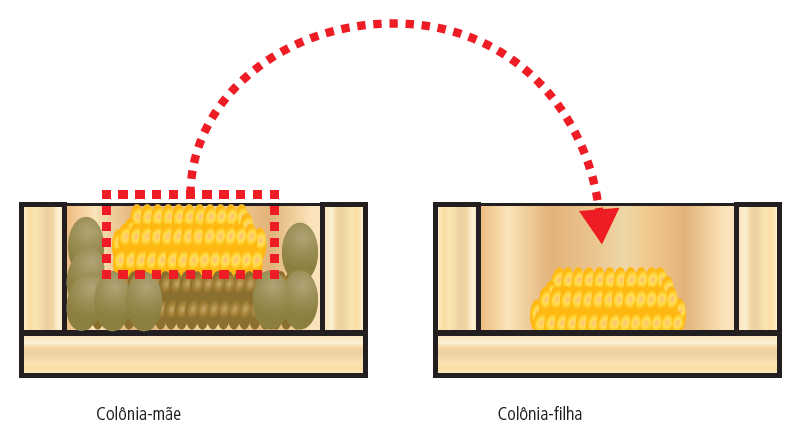
Esquema do método de doação de discos de cria.

A colônia-filha precisa ser posicionada no local ocupado anteriormente pela colônia-mãe. Dessa forma, ela receberá as abelhas campeiras que estiverem voando, para colaborar na defesa e na organização da nova caixa. A colônia-mãe deve ser transportada e instalada em um local distante, com uma distância mínima de 10 metros, para evitar que os feromônios da rainha presente nela atraia as abelhas campeiras. Isso garantirá que essas campeiras permaneçam na caixa nova. Mais detalhes podem ser consultados em Villas-Bôas (2018).

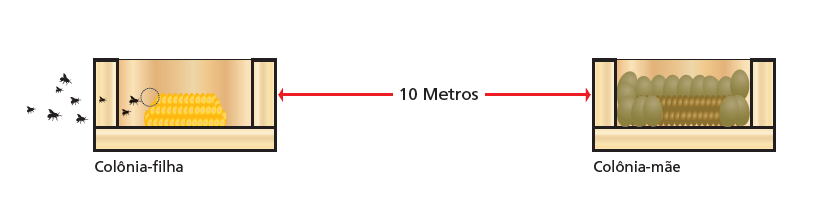
Distância das caixas no método de doação de discos de cria.

### Método da perturbação mínima

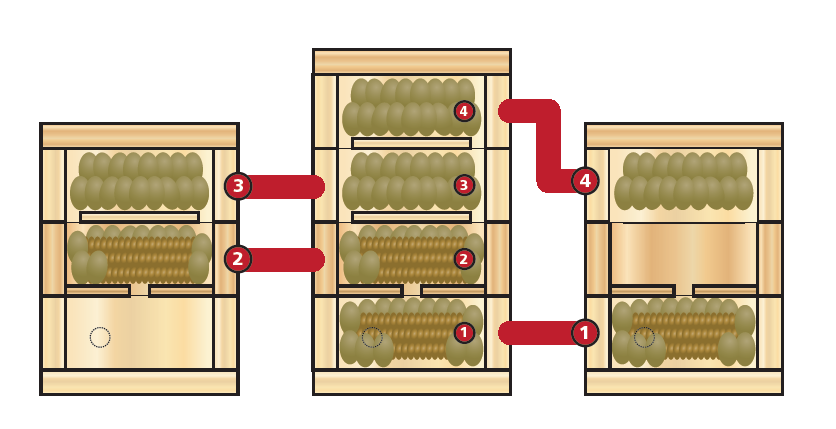
1 e 2: Módulos ninho e sobre-ninho / 3 e 4: Melgueiras

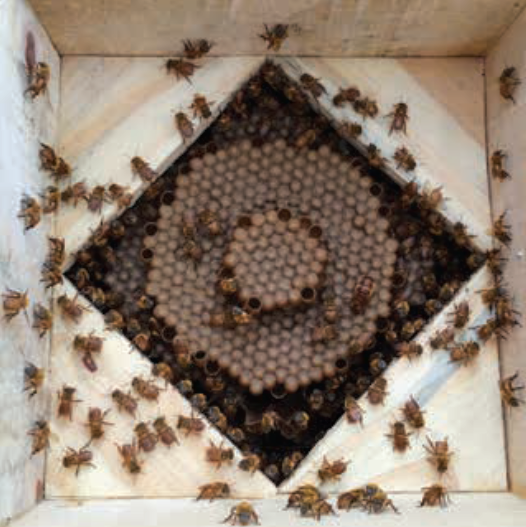
Estrangulador do módulo ninho em formato de losango. Também é comum ser feito em formato circular. A ideia é de que o ninho possa ser construído livremente, mas as estruturas laterais auxiliares e potes de alimento fiquem apoiadas no estrangulador para facilitar o manejo.

O método da perturbação mínima é aplicado utilizando o modelos padronizados de caixa (como a caixa "Fernando Oliveira" ou caixa INPA), que se destaca pela capacidade de dividir enxames sem a necessidade de manipular os favos de cria com as mãos. Esse método permite obter duas colônias a partir da divisão de uma única em poucos minutos, resultando em uma recuperação acelerada do enxame e menor incidência de pragas pós-divisão. A eficiência desse modelo é atribuída aos módulos de ninho padronizados, que possuem estranguladores de discos de cria (em formato circular ou em losango).
Durante o processo de multiplicação, os módulos são separados, dividindo a estrutura interna do ninho em duas metades. Os estranguladores fornecem suporte lateral à parte superior, eliminando a necessidade de usar as mãos para dividir os potes de alimentação que ficam ao redor dos discos de cria. A sequência de figuras ilustra os passos da divisão de uma colônia de abelhas uruçu-boca-de-renda (M. seminigra), destacando a utilização do método de perturbação mínima. É importante notar que a colônia, neste exemplo, possui duas melgueiras cheias de alimento, favorecendo o processo de divisão.

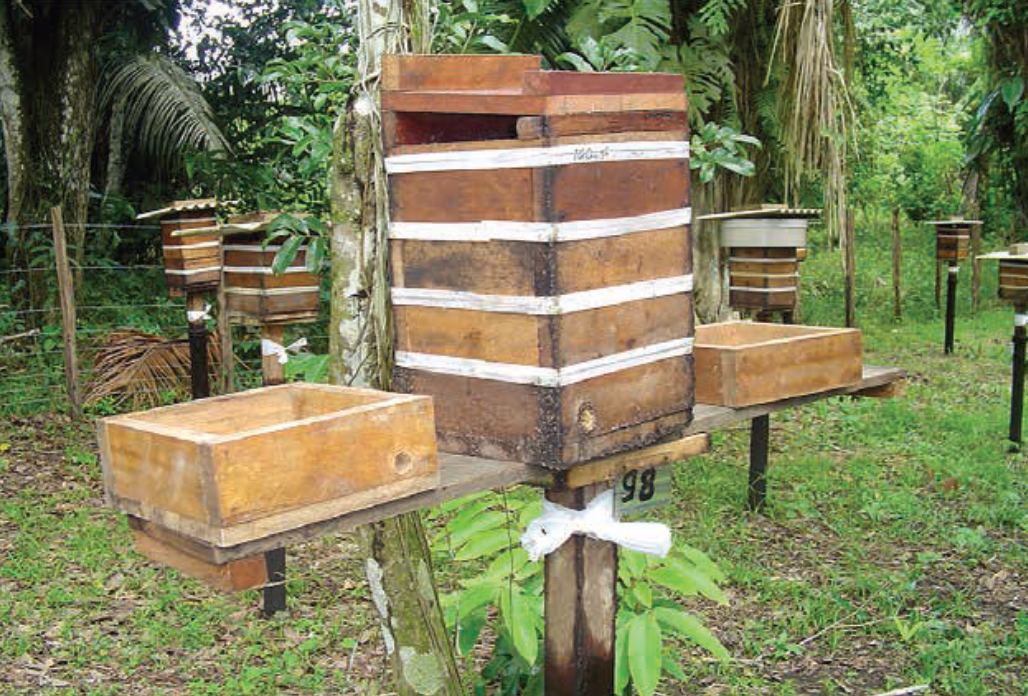
Passo 1: caixa a ser dividida e módulos novos posicionados.
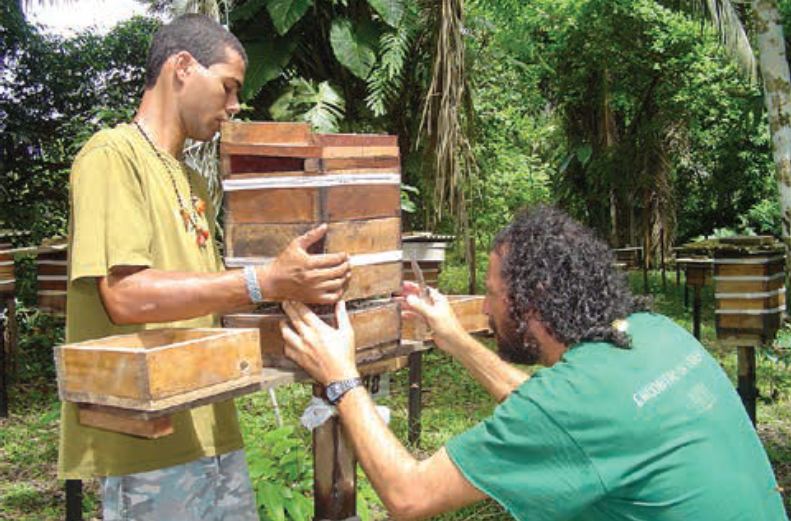
Passo 2: separação dos módulos ninho.
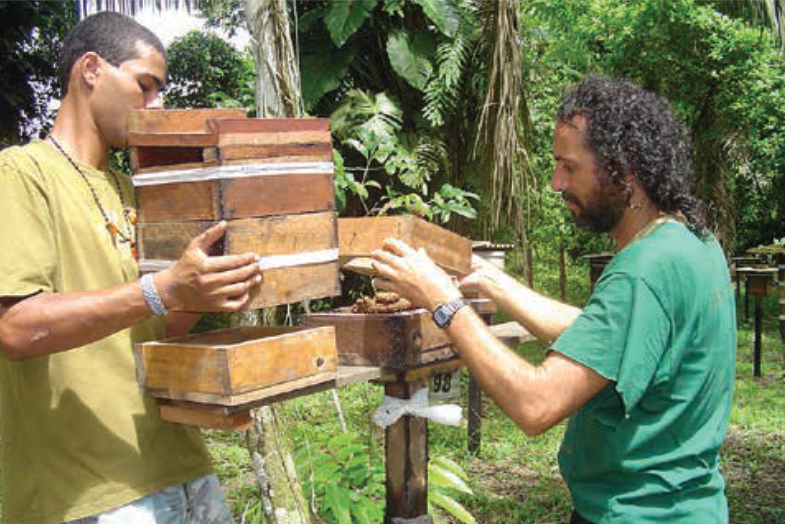
Passo 3: módulo ninho vai para cima de um módulo ninho vazio e módulo sobre-ninho vai para baixo de um outro módulo ninho vazio
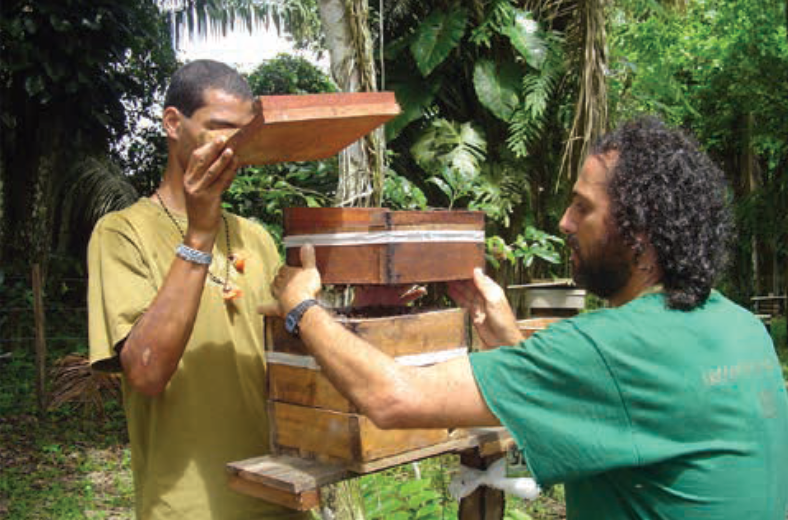
Passo 4: separação dos módulos melgueira.
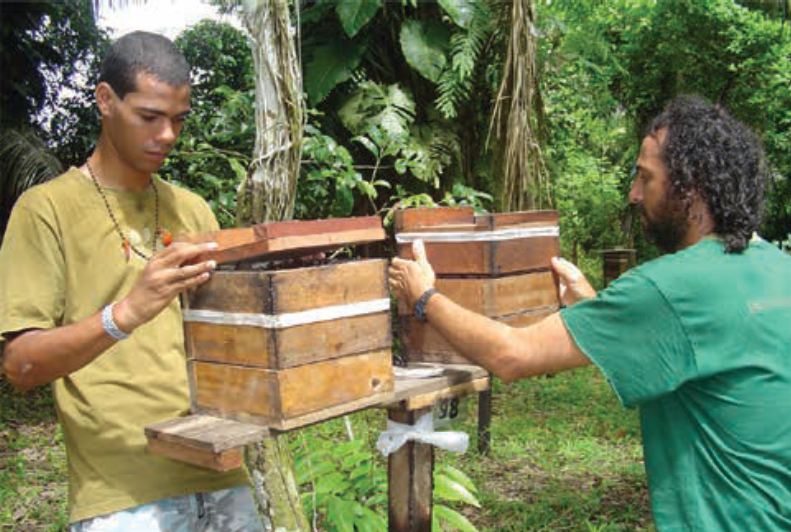
Passo 5: alocação de um módulo melgueira para cada caixa.
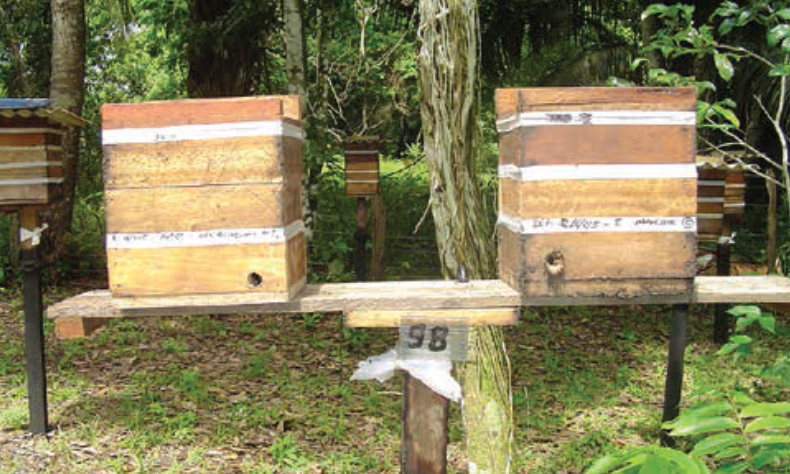
Passo 6: divisão feita com sucesso e frestas vedadas com fita adesiva.

## Inimigos naturais notáveis
Na meliponicultura, o criador de abelhas deve se atentar à presença de outros animais que prejudicam as colônias de abelhas-sem-ferrão. Existem inúmeros inimigos possíveis, mas aqui são listados os mais importantes e que causam mais danos aos meliponários. Exemplos de outros inimigos não notáveis são: traças, barbeiros, besouros, vespas parasitóides, aranhas, ácaros, lagartos e lagartixas.

### Forídeos

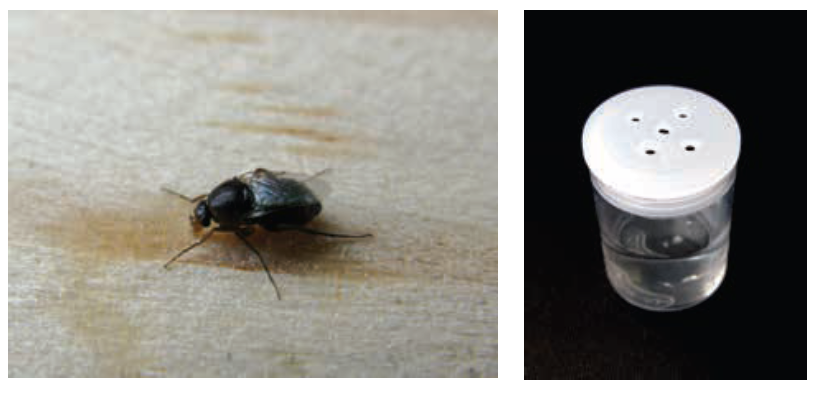
Forídeo e modelo de armadilha de vinagre.

Forídeos são pequenas moscas do gênero Pseudohypocrea (ordem Diptera, família Phoridae) que se infiltram na caixa e depositam seus ovos nos potes de pólen e mel abertos. Se não tomadas as devidas providências, em poucos dias haverá eclosão de novos forídeos e o ciclo recomeça, até a extinção do enxame. Se detectados precocemente, podem ser removidos manualmente, ou através de armadilhas contendo vinagre.
A recomendação é nunca deixar a caixa infestada de forídeo no meliponário, já que há risco de contaminar outras colônias. Para evitar a proliferação das moscas, os potes de alimento, em especial os de pólen, devem ser manuseados com cuidado e, se rompidos, devem ser removidos da caixa. Todas as frestas devem ser vedadas com cerume ou fita crepe.
Os cuidados com as colônias deve ocorrer nas transferências e nas divisões. É neste momento que o pode haver infestação de forídeos. Épocas chuvosas são mais proícias ao desenvolvimento dessas moscas.

### Mosca-soldado

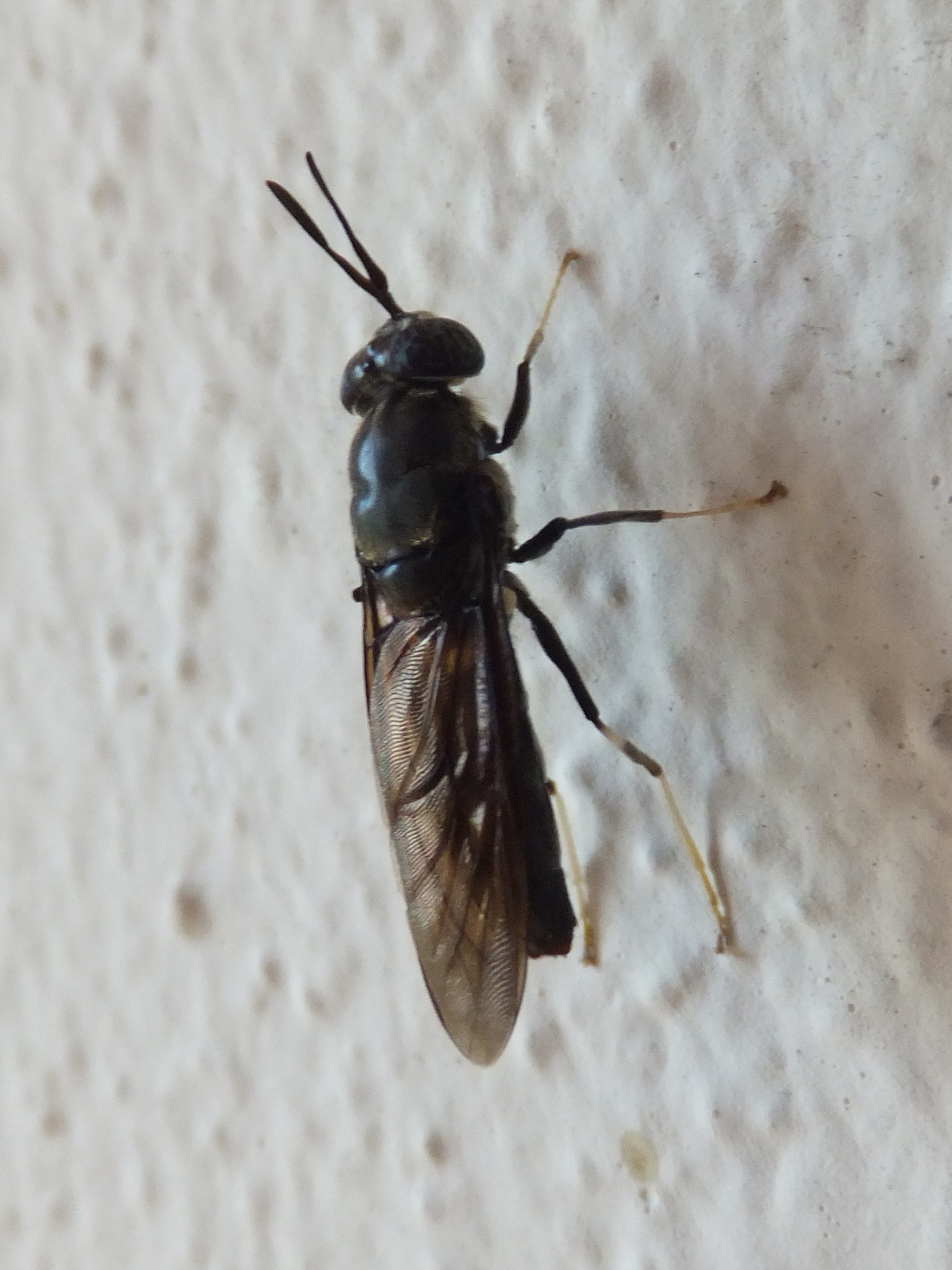
Mosca-soldado (H. illucens).

As moscas da espécie Hermetia illucens depositam seus ovos nas frestas das caixas, e possuem a capacidade de estender a ponta do abdome durante a postura, facilitando assim o acesso ao interior da colmeia. As larvas da moscona-preta se alimentam de pólen, fezes e outros materiais encontrados nas colônias. Em geral, colônias robustas conseguem conviver harmoniosamente com a moscona, mas em áreas onde a presença desse inseto é significativa, os meliponicultores devem permanecer vigilantes, protegendo as frestas das colônias para evitar possíveis problemas.

### Formigas
Formigas são atraídas para a colônia de abelhas devido ao odor dos alimentos, tornando crucial o manuseio cuidadoso das caixas e a prevenção da exposição de potes de pólen e mel. Evitar ataques é essencial, e a manipulação prudente das caixas é a melhor defesa. Apesar de raros, quando ocorrem ataques, há intensos conflitos entre formigas e abelhas. Embora as abelhas-sem-ferrão geralmente conseguem se defender, os danos à população de abelhas podem ser grandes.
Uma estratégia eficaz para prevenir tais problemas é impregnar os suportes das caixas com óleo queimado, uma alternativa especialmente viável em meliponários com suportes individuais. O óleo queimado, facilmente obtido em postos de troca de óleo, atua como um repelente eficaz contra as formigas, impedindo sua escalada nas caixas. No entanto, é fundamental observar que essa abordagem não é adequada para produtores focados na produção de mel orgânico, pois o uso de óleo queimado não é permitido pelos órgãos de certificação de produtos orgânicos.

### Cupins

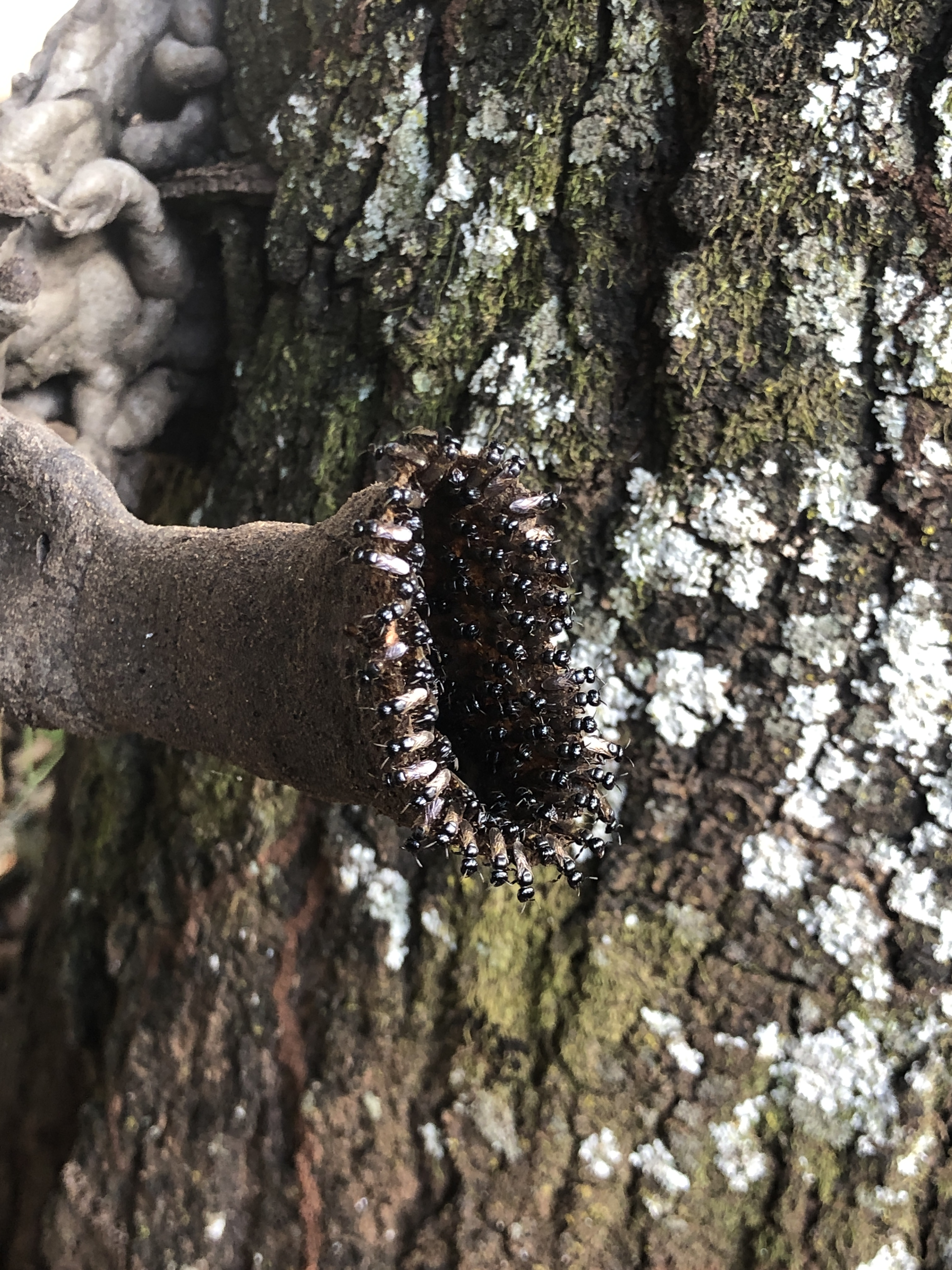
Entrada de colméia de abelha-limão (L. limao).

Cupins (ordem Isoptera) não atacam as abelhas, nem seus potes de alimentação. O prejuízo que podem causar é na estrutuda das caixas racionais das colmeias, já que existem muitas espécies xilófagas. Geralmente os cupins não geram grandes problemas para meliponicultores, mas são um elemento importante a se observar.

### Abelhas saqueadoras
Algum as espécies de abelha-sem-ferrão possuem o hábito cleptoparasítico. Abelhas-limão (gênero Lestrimelitta) são espécies especializadas em saquear colmeias, confundindo as operárias com feromônios de ataque e roubando os estoques de pólen e mel da colônia e roendo as estruturas de cerume do enxame atacado. Essas abelhas são popularmente conhecidas como "abelhas-ladras". Na Afríca, comportamento semelhante é observado em abelhas do gênero Cleptotrigona.
A literatura aponta algumas outras espécies podem apresentar hábitos parecidos de pilhagem e invasão, como: turuçu (M. fuliginosa), caga-fogo (O. tataira), guaxupé (Trigona hyalinata), arapuá (T. spinipes), borá (Tetragona clavipes).

## Caixa racional

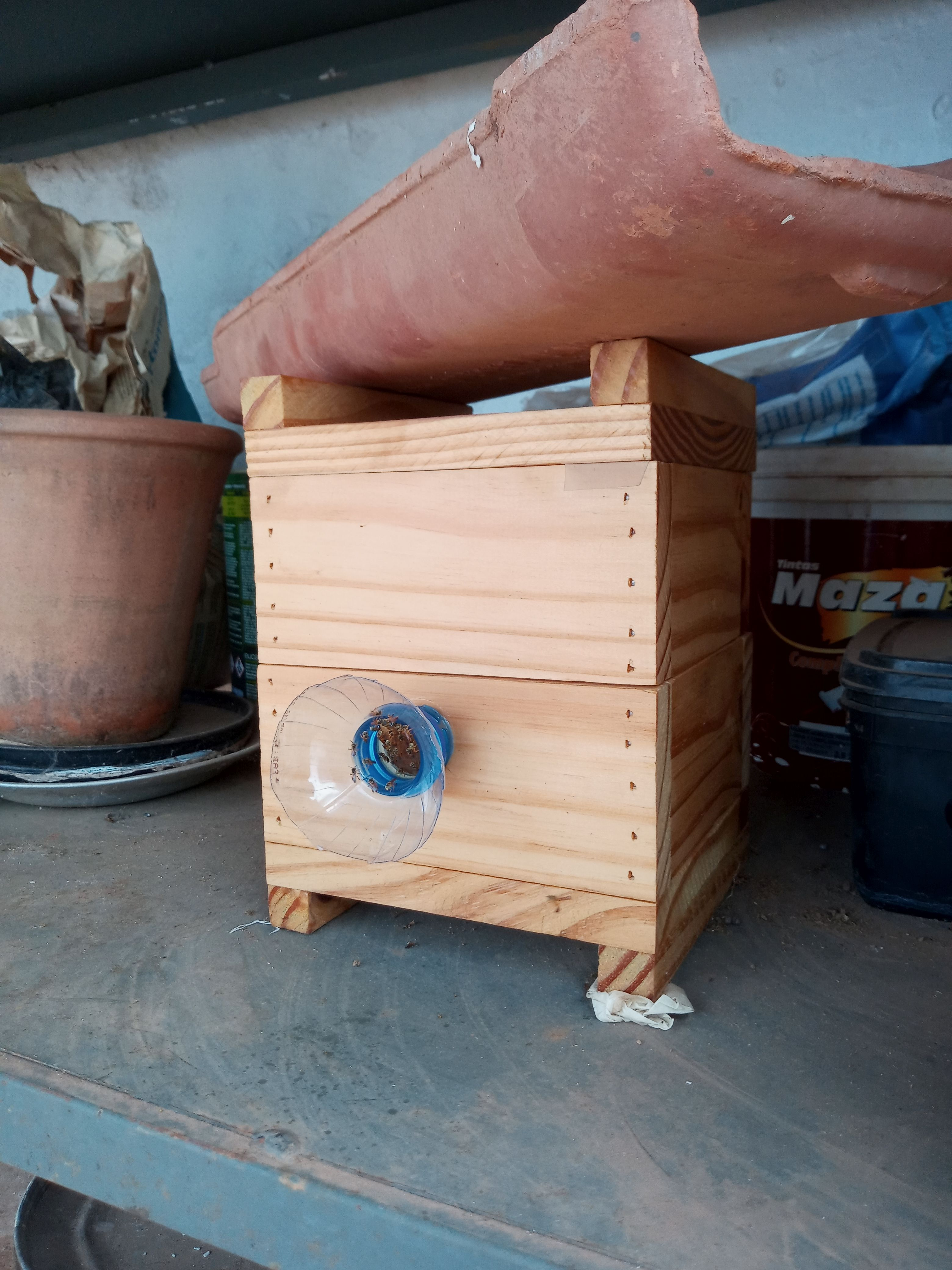
Caixa racional modular de madeira no modelo INPA (ou "Fernando Oliveira"), com ninho e sobreninho. O bocal de garrafa PET auxilia na proteção contra ataques de lagartos, lagartixas e formigas.

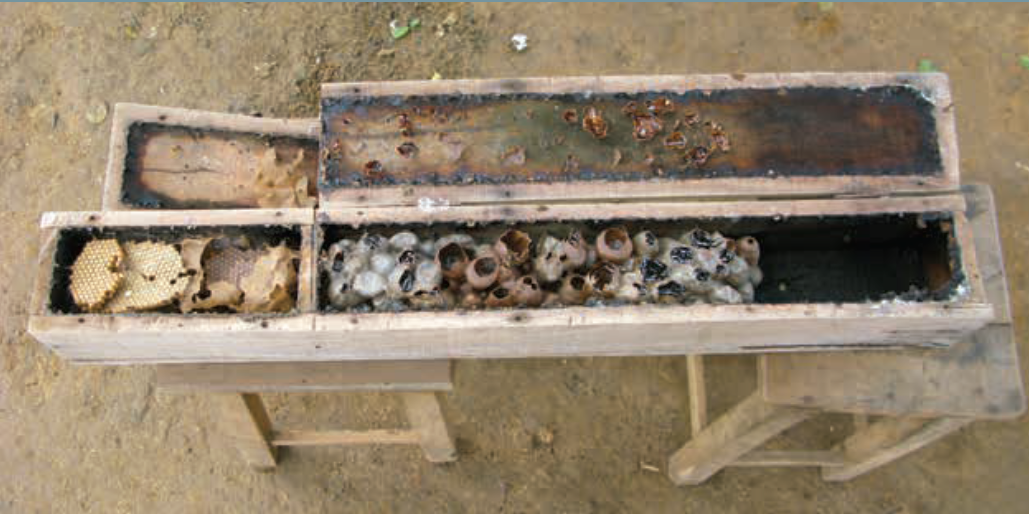
Caixa horizontal modelo "Huberto Bruening" com colônia de jandaíra (M. subnitida). Notar o espaço específico para acomodação do ninho, à esquerda, e o espaço destinado para armazenamento de mel, à direita.

A caixa racional é uma estrutura construída para abrigar as colônias de abelhas nativas dada a facilidade de manuseio, diferindo da caixa rústica. Diversos modelos já foram desenvolvidos, cada qual com uma finalidade em destaque e de acordo com as características do enxame. Podem ser verticais ou horizontais; de volume único ou modulares; de madeira, concreto, bambu ou outros materiais.
De modo geral, a caixa racional, quando modular, é segmentada em dois tipos de compartimentos: ninhos e melgueiras. O ninho, pode ainda, ser subdivido entre ninho e sobre-ninho, em criações que visam a multiplicação/divisão não-natural dos enxames. Este é o local onde estarão os discos/cachos de cria e a rainha. Já a melgueira é o compartimento onde serão estocados os potes de mel e/ou pólen.
O material utilizado para a confecção da caixa racional é prioritariamente a madeira, tendo também experimentos em concreto, isopor e outros materiais que possuem características de isolamento térmico, acústico, de umidade e de luminosidade, buscando a semelhança com os locais de nidificação encontrados na natureza e a proteção contra predadores.
Os objetivos principais das caixas racionais são de garantir proteção do ninho, otimizar processos de divisão do enxame, facilitar manejos e coletas de materiais e facilitar o transporte e manuseio da colônia.